# République fédérale de Yougoslavie
27 avril 1992 – 4 février 2003
(10 ans, 9 mois et 8 jours)
Entités précédentes :
- RFS de Yougoslavie

Entités suivantes :
- Serbie-et-Monténégro
- Mission d'administration intérimaire des Nations unies au Kosovo (1999)

La république fédérale de Yougoslavie (serbo-croate : Савезна Република Југославија), abrégé en RF de Yougoslavie ou RFY, est le régime politique de la Yougoslavie après le changement constitutionnel de 1992 et l'abandon de toute référence au socialisme.
Ses aspirations à être le continuateur de la république fédérative socialiste de Yougoslavie n'ont pas été reconnues par les Nations unies, à la suite de l'adoption de la résolution 777, qui affirma que la république socialiste fédérative de Yougoslavie avait cessé d'exister et que la république fédérale de Yougoslavie était un nouvel État. Toutes les anciennes républiques avaient droit à la succession d'État, mais aucune d'entre elles ne conservait la personnalité juridique internationale de la RSF de Yougoslavie. Cependant, le gouvernement de Slobodan Milošević s'est opposé à toute revendication de ce type, et la RF de Yougoslavie n'a donc pas été autorisée à rejoindre les Nations unies.
Tout au long de son existence, la république fédérale de Yougoslavie a entretenu des relations tendues avec la communauté internationale, car des sanctions économiques ont été émises contre l'État au cours des guerres de Yougoslavie et de la guerre du Kosovo. Cela a également entraîné une hyperinflation entre 1992 et 1994 (en). L'implication de la république fédérale de Yougoslavie dans les guerres yougoslaves s'est terminée par les accords de Dayton, qui ont reconnu l'indépendance des républiques de Croatie, de Slovénie et de Bosnie-Herzégovine, établi des relations diplomatiques entre les États et garanti un rôle à la population serbe dans la politique bosniaque. Plus tard, le séparatisme croissant au sein de la province autonome du Kosovo et de la Métochie, une région de Serbie fortement peuplée d'Albanais, a entraîné une insurrection de l'Armée de libération du Kosovo, un groupe séparatiste albanais,. Le déclenchement de la guerre du Kosovo a réintroduit les sanctions occidentales, ainsi que les bombardements de l'OTAN sur la Yougoslavie et l'implication de l'Occident dans le conflit. Le conflit a pris fin avec l'adoption de la résolution 1244 du Conseil de sécurité des Nations unies, qui garantissait la séparation économique et politique du Kosovo de la république fédérale de Yougoslavie, placé sous l'administration de la Mission d'administration intérimaire des Nations unies au Kosovo (MINUK).
Les difficultés économiques et la guerre ont entraîné un mécontentement croissant à l'égard du gouvernement de Slobodan Milošević et de ses alliés, qui dirigeaient la Yougoslavie comme une véritable dictature. Cela aboutit finalement à la révolution des bulldozers, qui voit son gouvernement renversé et remplacé par un gouvernement dirigé par l'Opposition démocratique de Serbie de Vojislav Koštunica, ainsi que son adhésion à l'ONU,.
La république fédérale de Yougoslavie disparaît en 2003 à la suite de la création de la Serbie-et-Monténégro, État qui éclatera à son tour en 2006 après l'indépendance du Monténégro.

## Nom
Lors de la création du pays en 1992, à la suite de l'éclatement de la république socialiste fédérative de Yougoslavie (RSF de Yougoslavie), le nom officiel du pays est république fédérale de Yougoslavie, car il prétend être le seul État successeur légal de la RSF de Yougoslavie. Le gouvernement des États-Unis considère toutefois cette revendication comme illégitime et désigne donc le pays, au moins en 1999, sous le nom de Serbie-et-Monténégro. La constitution de 2003 change le nom de l'État en Serbie-et-Monténégro.

## Histoire
Après l'effondrement de la république fédérale de Yougoslavie dans les années 1990, les deux républiques à majorité serbe, la Serbie et le Monténégro, acceptent de rester en tant que Yougoslavie et établissent une nouvelle constitution en 1992, qui crée la république fédérale de Yougoslavie, État croupion, avec une population composée d'une majorité de Serbes. Le nouvel État abandonne l'héritage communiste : l'étoile rouge est retirée du drapeau national et les armoiries communistes sont remplacées par de nouvelles armoiries représentant la Serbie et le Monténégro. Le nouvel État établit également la fonction de président, occupée par une seule personne, initialement nommée avec le consentement des républiques de Serbie et du Monténégro jusqu'en 1997, date à laquelle le président est démocratiquement élu. Le président de la Yougoslavie agit aux côtés des présidents des républiques de Serbie et du Monténégro. Au départ, les trois fonctions étaient dominées par des alliés de Slobodan Milošević et le Parti socialiste de Serbie.

### Fondation
Le 26 décembre 1991, la Serbie, le Monténégro et les territoires de Croatie tenus par les rebelles serbes décident de former une « troisième Yougoslavie ». Des efforts sont déployés en 1991 pour inclure la Bosnie-Herzégovine dans la fédération, avec des négociations entre Milošević, le Parti démocratique serbe de Bosnie, et le partisan bosniaque de l'union - le vice-président de Bosnie Adil Zulfikarpašić (en) - sur cette question. Zulfikarpašić pense que la Bosnie pourrait bénéficier d'une union avec la Serbie, le Monténégro et la Krajina, et il soutient donc une union qui garantirait l'unité des Serbes et des Bosniaques. Milošević poursuit les négociations avec Zulfikarpašić pour inclure la Bosnie dans une nouvelle Yougoslavie, mais les efforts pour inclure l'ensemble de la Bosnie s'achèvent à la fin de l'année 1991, Izetbegovic prévoyant d'organiser un référendum sur l'indépendance tandis que les Serbes et les Croates de Bosnie forment des territoires autonomes. Des violences entre Serbes et Bosniaques éclatent rapidement. La république fédérale de Yougoslavie s'est donc limitée aux républiques de Serbie et du Monténégro, et a été étroitement associée aux républiques serbes sécessionnistes pendant les guerres de Yougoslavie.

### Guerres de Yougoslavie

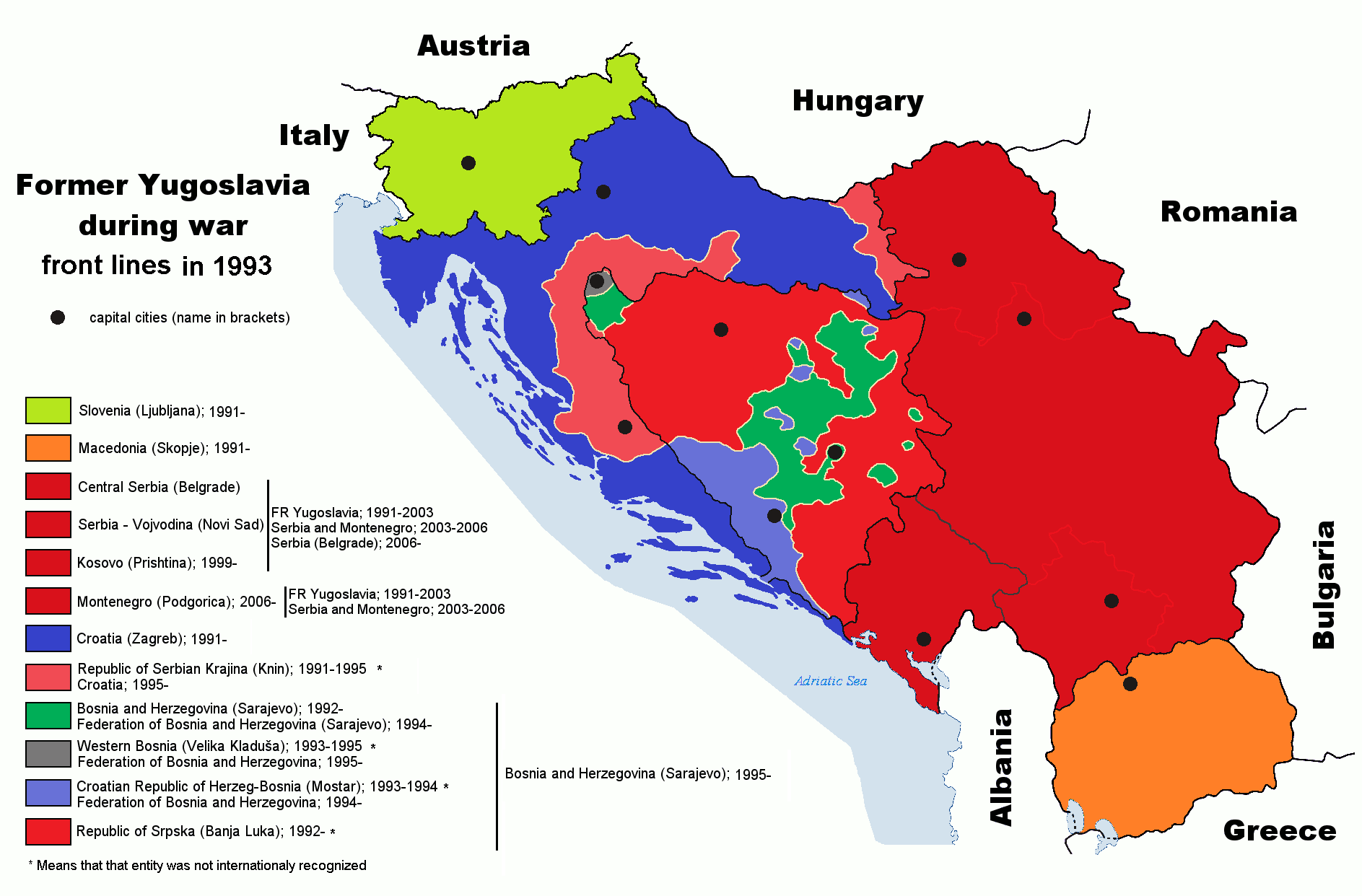
Carte des guerres de Yougoslavie en 1993

La RFY est suspendue de plusieurs institutions internationales. Cette situation est due aux guerres yougoslaves qui se déroulent dans les années 1990 et qui empêchent la conclusion d'un accord sur la disposition des actifs et des passifs fédéraux, en particulier la dette nationale. Le gouvernement yougoslave soutient les Serbes croates et bosniaques dans les guerres de 1992 à 1995. À cause de cela, le pays est soumis à des sanctions économiques et politiques. La guerre et les sanctions entraînent un désastre économique qui force des milliers de jeunes citoyens à fuir le pays.
La république fédérale de Yougoslavie soutient les mouvements séparatistes serbes dans les États sécessionnistes, notamment la république serbe de Krajina et la Republika Srpska (en), et cherche à en faire des républiques serbes indépendantes, susceptibles d'être réintégrées à terme dans la république fédérale de Yougoslavie,. Toutefois, le gouvernement de la république fédérale de Yougoslavie traite ces républiques comme des entités distinctes et leur apporte une aide officieuse, plutôt qu'active, en transférant le contrôle d'unités de l'Armée populaire yougoslave (JNA) aux mouvements sécessionnistes. De cette manière, la Yougoslavie évite d'être accusée de commettre des actes d'agression contre les républiques sécessionnistes reconnues par la communauté internationale,. Slobodan Milošević, le président serbe, ne se considère pas comme étant en guerre avec les républiques sécessionnistes de Yougoslavie.
À la suite du transfert des unités de l'armée yougoslave, l'État de la république fédérale de Yougoslavie cesse de jouer un rôle militaire important dans les guerres de Yougoslavie, à l'exception des conflits à la frontière avec la Croatie, tels que le siège de Dubrovnik. Il fournit plutôt une aide économique et politique pour éviter de provoquer davantage la communauté internationale et pour préserver la république fédérale de Yougoslavie sous la forme des républiques de Serbie et du Monténégro, plutôt que de la « grande Serbie ».
En 1995, à la suite de l'opération Tempête - une offensive militaire de l'armée croate - et de l'implication de l'OTAN dans la guerre de Bosnie, le président Slobodan Milošević accepte de négocier, car la position serbe en Bosnie s'est considérablement détériorée. Sous la menace de paralyser économiquement la Republika Srpska, il reprend les pouvoirs de négociation pour tous les mouvements sécessionnistes serbes, ainsi que pour la république fédérale de Yougoslavie. Les accords de Dayton, signés entre les représentants de la république fédérale de Yougoslavie, de la république de Bosnie-Herzégovine et de la république de Croatie, ont abouti à la reconnaissance de chaque État en tant qu'État souverain. Ils prévoient également la reconnaissance des institutions serbes de la Republika Srpska et une présidence tournante au sein de la Bosnie-Herzégovine, les zones peuplées de Serbes de l'ancienne république socialiste de Bosnie-Herzégovine étant absorbées par la Bosnie-Herzégovine,,. Ainsi, les guerres de Yougoslavie prennent fin et les sanctions occidentales contre la république fédérale de Yougoslavie sont levées. Cependant, Slobodan Milošević n'a pas pu réaliser son objectif d'admettre la république fédérale de Yougoslavie aux Nations unies en tant qu'État successeur de la république fédérative socialiste de Yougoslavie, car un « mur extérieur » de sanctions occidentales l'en empêchait,.

### Effondrement économique durant les guerres de Yougoslavie
À la suite de l'adoption de sanctions économiques par la communauté internationale à l'encontre de la république fédérale de Yougoslavie, l'économie de cette dernière s'est effondrée. Les sanctions sur les carburants ont entraîné une pénurie d'essence dans les stations-service du pays, et les avoirs étrangers ont été saisis. Le revenu moyen des habitants a été divisé par deux, passant de 3 000 à 1 500 dollars. On estime que 3 millions de Yougoslaves (Serbes et Monténégrins) vivaient en dessous du seuil de pauvreté, le taux de suicide a augmenté de 22 % et les hôpitaux manquaient d'équipement. Parallèlement, les lignes d'approvisionnement pour les industries ont été coupées, contraignant de nombreuses entreprises à fermer. La paralysie de l'économie yougoslave a également affecté ses capacités militaires, et après 1992, la Yougoslavie a eu un rôle extrêmement limité dans le cadre des guerres yougoslaves, les unités de la JNA étant incapables d'opérer sans carburant ni munitions,.
En outre, de 1992 à 1994, le dinar yougoslave connait une hyperinflation majeure (en), entraînant une inflation de 313 millions de pour cent, la deuxième pire hyperinflation de l'histoire. De nombreuses régions de la république fédérale de Yougoslavie, dont l'ensemble du Monténégro, ont adopté le Deutsche Mark et l'euro à la place du dinar yougoslave. Les sanctions occidentales ont paralysé l'économie yougoslave et l'ont empêchée de jouer un rôle actif dans l'aide aux républiques séparatistes serbes. À la suite des accords de Dayton, le Conseil de sécurité des Nations unies a voté la levée de la plupart des sanctions, mais celles-ci ont été réémises après le déclenchement d'une insurrection albanaise au Kosovo. L'impact économique durable de ces sanctions a joué un rôle important dans la chute de la république fédérale de Yougoslavie et du gouvernement de Slobodan Milošević ainsi que dans le désir plus profond du Monténégro de quitter la Yougoslavie.

### Guerre du Kosovo
Dans la province autonome du Kosovo et de Métochie, un désir croissant d'indépendance s'est fait jour au sein de la population albanaise majoritaire. Une république du Kosovo non reconnue, dotée d'institutions clandestines, avait déjà vu le jour. En 1996, l'Armée de libération du Kosovo, une milice albanaise prônant l'indépendance du Kosovo, lance des attaques contre des postes de police serbes, tuant au moins dix policiers serbes lors d'attaques directes entre 1996 et 1998,. L'insurrection au Kosovo (en), de faible intensité, finit par dégénérer. Après l'élection de Slobodan Milošević en tant que président de la Yougoslavie en 1997, après avoir effectué deux mandats en tant que président de la Serbie, il ordonne aux unités de la JNA de se rendre au Kosovo pour contribuer à la répression de l'insurrection. Les gouvernements de la république fédérale de Yougoslavie et des États-Unis déclarent que l'Armée de libération du Kosovo est une organisation terroriste, à la suite d'attaques meurtrières répétées contre les forces de l'ordre yougoslaves,,. Les services de renseignement américains mentionnent également des sources d'armes illégales de l'Armée de libération du Kosovo, notamment la conduite de raids au cours de la guerre civile albanaise, et le trafic de stupéfiants,. Malgré cela, des preuves substantielles montrent aujourd'hui que la CIA a contribué à la formation d'unités de l'ALK, sans nécessairement leur fournir des armes et des fonds.
En 1998, la Guerre du Kosovo démarre, à la suite d'une augmentation des combats ouverts avec la police yougoslave et les unités de la JNA déployées par Milošević. L'ALK se retrouve en infériorité numérique et doit recourir à des tactiques de guérilla. La police serbe et les unités de la JNa attaquent les avant-postes de l'ALK, tentant de les détruire, tandis que les unités de l'ALK tentent d'éviter la confrontation directe et préfèrent recourir à des attaques terroristes, notamment des attentats à la bombe et des embuscades, pour affaiblir le contrôle yougoslave. Bien qu'incapables d'obtenir un avantage stratégique, les unités de l'armée yougoslave se sont retrouvées dans une situation tactique avantageuse face aux unités de l'ALK qui manquaient d'entraînement. Les unités de la JNA elles-mêmes avaient un faible moral, et leurs attaques étaient souvent dirigées contre des cibles civiles plutôt que militaires. 863 000 civils albanais ont été expulsés de force du Kosovo entre mars et juin 1999. Selon les estimations du bureau du HCR à Belgrade, 169 824 civils serbes et roms avaient fui la région de Kosovo-Métochie vers la Serbie proprement dite, la province autonome de Voïvodine ou la république du Monténégro à la date du 20 juin 1999. Sur les 10 317 civils, 8 676 Albanais, 1 196 Serbes et 445 Roms, Bosniaques, Monténégrins et autres ont été tués ou portés disparus dans le cadre de la guerre entre le 1er janvier 1998 et le 31 décembre 2000. Le gouvernement serbe a attribué au « terrorisme albanais en Kosovo-Métochie » la mort ou la disparition de 1 953 Serbes, 361 Albanais et 266 autres civils entre le 1er janvier 1998 et le 1er novembre 2001.
La communauté internationale n'a pas tardé à réagir en adressant à la Yougoslavie, en 1999, une proposition de paix dans le cadre des accords de Rambouillet. Cet accord a été considéré comme un ultimatum, de l'OTAN envers la Yougoslavie, et a été rejeté par le gouvernement yougoslave. L'OTAN réagit en mars 1999 en ordonnant des frappes aériennes contre des cibles militaires et des infrastructures yougoslaves, notamment des routes, voies ferrées, des bâtiments administratifs et le siège de la Radio-télévision de Serbie La campagne de bombardements de l'OTAN n'a pas été approuvée par le Conseil de sécurité des Nations unies, par crainte d'un veto de la Russie, qui aurait suscité une controverse quant à sa légalité (en),. Le Conseil de sécurité des Nations unies adopte la résolution 1160, renouvelant les sanctions sur les armes et le pétrole à l'encontre de la république fédérale de Yougoslavie et paralysant ainsi son économie. Les effets des bombardements aériens continus et des sanctions ont coûté à l'économie yougoslave des centaines de milliards de dollars et ont contraint le gouvernement de Milošević à se conformer à un accord proposé par une délégation internationale. La résolution 1244 du Conseil de sécurité des Nations unies aboutit à une autonomie substantielle pour le Kosovo et à la création d'une mission d'administration intérimaire des Nations unies au Kosovo, ainsi qu'au retrait complet des unités de l'armée yougoslave,. Ainsi, le Kosovo est resté une province autonome de la Serbie, mais en étant politiquement et économiquement indépendant. Les dommages causés à la république fédérale de Yougoslavie ont été immenses, le gouvernement estimant à 100 milliards de dollars les dégâts subis, ainsi que la mort de 1 200 civils ou soldats serbes et albanais. Les économistes ont estimé à au moins 29 milliards de dollars les dommages directs causés par les bombardements.
Au lendemain de la guerre du Kosovo, une insurrection de faible ampleur s'est poursuivie dans certaines parties du sud de la Serbie, où vivaient des minorités albanaises. Toutefois, cette insurrection n'a pas bénéficié d'un soutien international et les forces armées yougoslaves ont été en mesure de la réprimer.

### Révolution des bulldozers
La série de défaites, ainsi que l'effondrement complet de l'économie yougoslave ont conduit à une impopularité massive de la dictature de Slobodan Milošević et de ses alliés du Parti socialiste de Serbie. En septembre 2000, des manifestations de grande ampleur traversent le pays, sous fond d'accusations de fraude électorale. Milošević est finalement écarté du pouvoir, son Parti socialiste de Serbie ayant perdu les élections fédérales face à l'Opposition démocratique de Serbie Par la suite, un nouveau gouvernement yougoslave négocie avec les Nations unies, acceptant de pas être le seul successeur légal de la république fédérale socialiste de Yougoslavie, et est autorisé à adhérer aux Nations unies. Milošević sera plus tard jugé pour corruption et crimes de guerre devant le Tribunal criminel international pour l'ex-Yougoslavie. Cependant, il meurt en prison avant la fin de son procès en 2006,. Sa culpabilité, notamment en ce qui concerne les accusations portées contre lui dans le cadre du TPIY, reste un sujet de controverse en Serbie.

### Dissolution graduelle
En 2002, la Serbie et le Monténégro concluent un nouvel accord concernant la poursuite de leur coopération, qui, entre autres changements, promettait la fin du nom de Yougoslavie. Le 4 février 2003, l'Assemblée fédérale de Yougoslavie (en) crée une union d'États (en) ou confédération - l'Union d'États de Serbie-et-Monténégro, bien que le nom de Yougoslavie soit encore couramment utilisé. Une nouvelle charte constitutionnelle est adoptée pour fournir un cadre à la gouvernance du pays.
Le dimanche 21 mai 2006, les Monténégrins votent lors d'un référendum sur l'indépendance, obtenue avec 55,5 % de soutien. 55 % ou plus de votes favorables était nécessaire pour dissoudre la confédération et la Yougoslavie. Le taux de participation a été de 86,3 % et 99,73 % des plus de 477 000 votes exprimés ont été considérés comme valides.
Le Monténégro déclare son indépendance le 3 juin 2006 et la proclamation de l'indépendance de la Serbie le 5 juin met fin à la confédération de Serbie-et-Monténégro, ainsi qu'aux derniers vestiges de l'ancienne Yougoslavie.

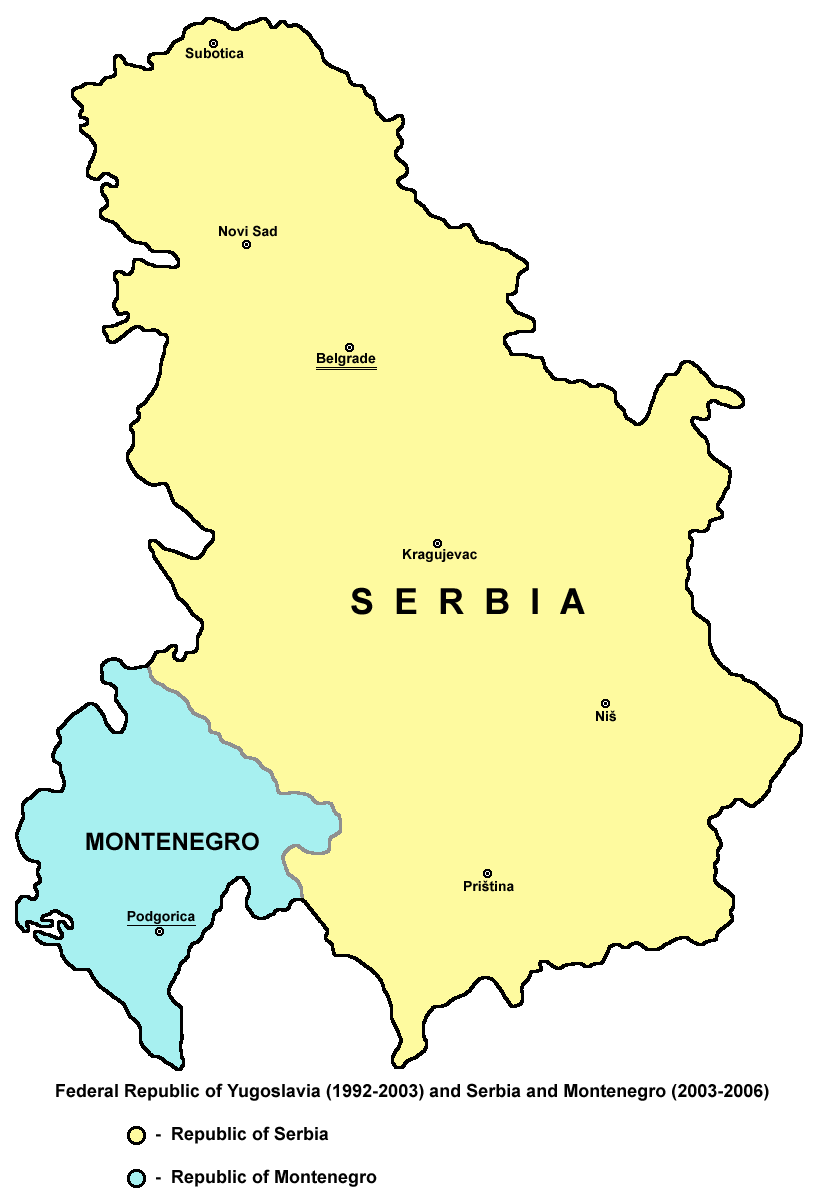
Serbie et Monténégro.
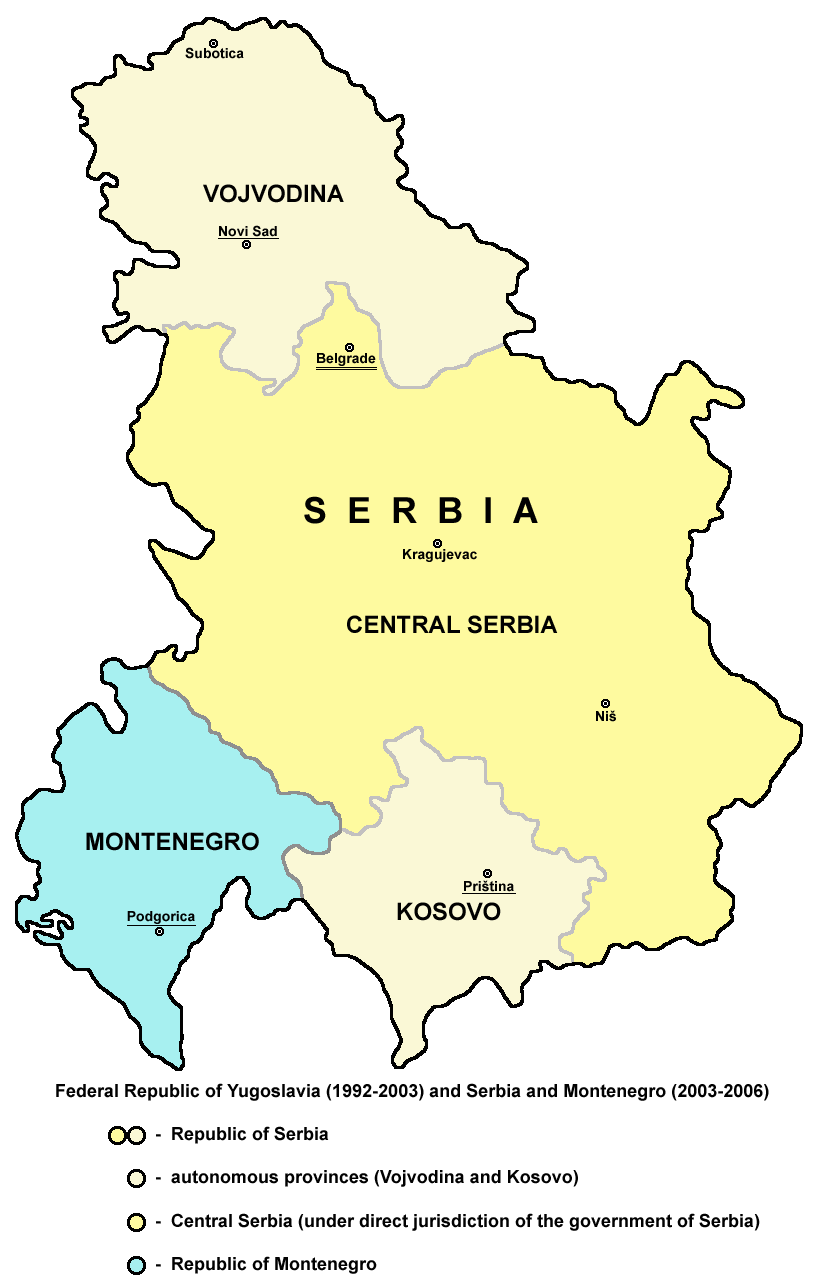
Voïvodine et Kosovo.

## Politique
L'Assemblée fédérale de Yougoslavie, qui représentait la république fédérale de Yougoslavie, était composée de deux chambres : le Conseil des citoyens et le Conseil des républiques. Alors que le Conseil des citoyens était une assemblée ordinaire, représentant le peuple de la république fédérale de Yougoslavie, le Conseil des républiques était composé à parts égales de représentants des républiques constitutives de la fédération, afin d'assurer l'égalité fédérale entre la Serbie et le Monténégro.
Le premier président, de 1992 à 1993, est Dobrica Ćosić, un ancien partisan yougoslave communiste pendant la Seconde Guerre mondiale et plus tard l'un des contributeurs marginaux du controversé Mémorandum de l'Académie serbe des sciences et des arts (en). Bien qu'il soit à la tête du pays, Ćosić est contraint de quitter ses fonctions en 1993 en raison de son opposition au président serbe Slobodan Milošević. Ćosić est remplacé par Zoran Lilić, en fonction de 1993 à 1997, suivi par Milošević qui devient président yougoslave en 1997 après la fin de son dernier mandat légal en tant que président serbe. La république fédérale de Yougoslavie est dominée par Milošević et ses alliés jusqu'à l'élection présidentielle de 2000. Des accusations de fraude électorale ont amené les citoyens yougoslaves dans la rue, provoquant des émeutes à Belgrade exigeant que Milošević soit écarté du pouvoir. Peu après, il démissionne et Vojislav Koštunica devient président de Yougoslavie, jusqu'à la constitution de la Communauté étatique de Serbie-et-Monténégro.
Le Premier ministre fédéral Milan Panić s'est senti frustré par le comportement dominateur de Milošević lors de discussions diplomatiques en 1992 et a dit à Milošević de « se taire », étant donné la position officielle de subordonné de Milošević. Milošević a par la suite forcé Panić à démissionner.

## Armée
Les Forces armées de Yougoslavie (Serbe : Војска Југославије/Vojska Jugoslavije, ВЈ/VJ) comprenait des forces terrestres avec des troupes intérieures et des gardes-frontières, des forces navales, des forces aériennes ainsi que des forces de sécurité civile. Elle est créée à partir des restes de l'Armée populaire yougoslave (JNA), l'armée de la république fédérative socialiste de Yougoslavie. Plusieurs unités serbes bosniaques de la VJ ont été transférées à la Republika Srpska (en) durant la guerre de Bosnie, ne laissant dans les forces armées que des unités directement originaires de Serbie et du Monténégro. La VJ a participé à des actions militaires pendant les guerres yougoslaves, notamment le siège de Dubrovnik et la bataille de Vukovar, ainsi que pendant la guerre du Kosovo. Après la guerre du Kosovo, la VJ est contrainte d'évacuer le Kosovo et, en 2003, elle est rebaptisée Forces armées de Serbie-et-Monténégro (en).

## Divisions administratives

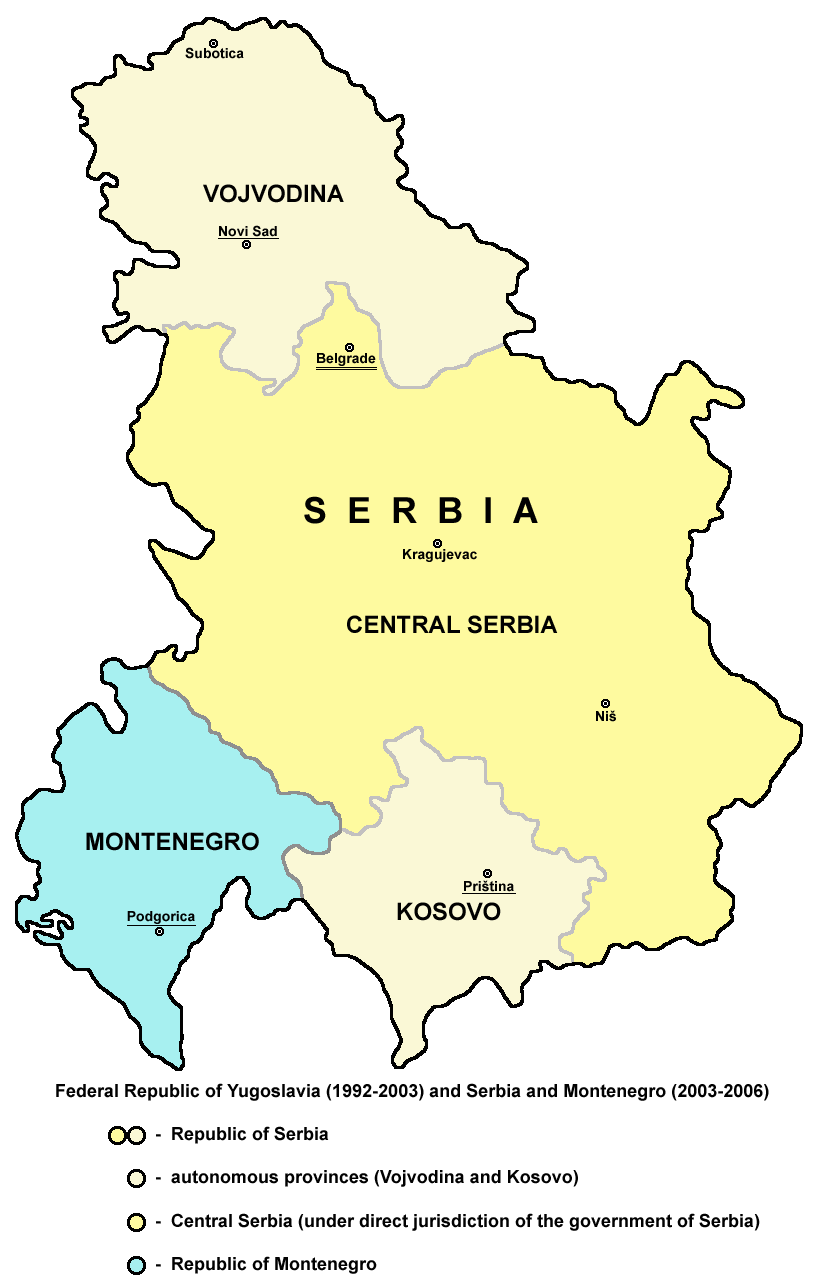
Subdivisions territoriales de la république fédérale de Yougoslavie

La république fédérale de Yougoslavie était composée de quatre unités politiques principales, à savoir deux républiques et deux provinces autonomes subordonnées, comme suit :
- La république de Serbie (capitale : Belgrade), incluant la Serbie centrale ;
  - Kosovo-et-Métochie – Province autonome au sein de la Serbie (capitale : Pristina). Sous mandat de l'ONU à partir de juin 1999 selon les termes de l'accord de Koumanovo.
  - Voïvodine, province autonome au sein de la Serbie (capitale : Novi Sad).
- La république du Monténégro (capitale : Podgorica).

| Nom                                               | Capitale  | Drapeau | Armoiries |
| République de Serbie Kosovo-et-Métochie Voïvodine | Belgrade  |         |           |
| République du Monténégro                          | Cetinje   |         |           |
| République du Monténégro                          | Podgorica |         |           |

### Serbie
L'organisation territoriale de la république de Serbie est régie par la loi sur l'organisation territoriale et l'autonomie locale, adoptée par l'Assemblée de Serbie le 24 juillet 1991. En vertu de cette loi, les municipalités, les villes et les localités constituent les bases de l'organisation territoriale.
La Serbie était divisée en 195 municipalités et 4 villes, qui étaient les unités de base de l'autonomie locale. Elle comptait deux provinces autonomes : la Kosovo-et-Métochie au sud (avec 30 municipalités), sous administration de la MinuK après 1999, et la Voïvodine au nord (avec 46 municipalités et 1 ville). Le territoire situé entre le Kosovo et la Voïvodine était appelé Serbie centrale. Ce n'était pas une division administrative à part entière, et la Serbie centrale n'avait pas de gouvernement régional propre.
En outre, il y avait quatre villes : Belgrade, Niš, Novi Sad et Kragujevac, chacune disposant d'une assemblée et d'un budget propres. Les villes comprenaient plusieurs municipalités, divisées en « urbaines » (la ville proprement dite) et « autres » (banlieue).
Les municipalités ont été regroupées en districts, centres régionaux de l'autorité de l'État, sans assemblées propres : ce sont des divisions purement administratives accueillant diverses institutions étatiques, telles que les tribunaux. La république de Serbie était divisée en 29 districts (17 en Serbie centrale, 7 en Voïvodine et 5 au Kosovo), tandis que la ville de Belgrade disposait de son propre district.

### Monténégro
Le Monténégro était divisé en 21 municipalités.

## Démographie
Démographie de la république fédérale de Yougoslavie en 1992
- Serbes (62,6 %)
- Albanais (16,5 %)
- Monténégrins (5 %)
- Autres (15,9 %)

La république fédérale de Yougoslavie présentait une plus grande diversité démographique que la plupart des autres pays européens. Selon le recensement de 1992, la république fédérale comptait 10 394 026 habitants. Les trois principales nationalités étaient les Serbes (6 504 048 habitants, 62,6 %), les Albanais (1 714 768 habitants, 16,5 %), et les Monténégrins (519 766 habitants, 5 %). Le pays comptait également des populations importantes de Hongrois, de Yougoslaves, de Musulmans, de Roms, de Croates, de Bulgares, de Macédoniens, de Roumains et de Valaques. La plus grande partie de la diversité ethnique se situait dans les provinces autonomes de Kosovo-et-Métochie et de Voïvodine, où l'on pouvait trouver un plus petit nombre d'autres groupes minoritaires. L'importante population albanaise était principalement concentrée au Kosovo (en), avec des populations plus petites dans la vallée de Preševo et dans la municipalité d'Ulcinj au Monténégro. La population musulmane (y compris les Bosniaques et les Gorans) vivait surtout dans la région frontalière fédérale (principalement Novi Pazar en Serbie et Rožaje au Monténégro). Il est important de noter que la population monténégrine se considérait souvent comme serbe.
Population totale – 10 019 657
- Serbie (total) : 9 396 411
  - Voïvodine : 2 116 725
  - Serbie centrale : 5 479 686
  - Kosovo : 1 800 000
- Monténégro : 623 246
- Villes principales (+ de 100 000 habitants) – données de 2002 (2003 pour Podgorica) :
  - Belgrade : 1 280 639 (aire urbaine : 1 574 050)
  - Novi Sad : 215 600 (aire urbaine : 298 139)
  - Pristina : 200 000 (estimation de 2002)
  - Niš : 173 390 (aire urbaine : 234 863)
  - Kragujevac : 145 890 (aire urbaine : 175,182)
  - Podgorica : 139 500 (aire urbaine 169 000)
  - Prizren : 121 000 (estimation de 2002)
  - Subotica : 99 471 (aire urbaine : 147 758)

Plus de la moitié de la population serbe du Kosovo d'avant 1999 (226 000 personnes), dont 37 000 Roms, 15 000 Musulmans des Balkans (dont les Ashkalis, Bosniaques et Gorans), et 7 000 autres civils non-albanais ont été expulsés vers le centre de la Serbie et du Monténégro, à la suite de la guerre du Kosovo.

## Économie
L'État a beaucoup souffert sur le plan économique en raison de l'éclatement de la Yougoslavie, de la mauvaise gestion économique et d'une longue période de sanctions. Au début des années 1990, la RFY a souffert de l'hyperinflation du dinar yougoslave. Au milieu des années 1990, elle a réussi à surmonter ce phénomène. Les infrastructures et l'industrie yougoslaves ayant subi d'autres dommages à la suite de la guerre du Kosovo, l'économie ne représentait plus que la moitié de ce qu'elle était en 1990. Après l'éviction de l'ancien président fédéral yougoslave Slobodan Milošević en octobre 2000, le gouvernement de coalition de l'Opposition démocratique de Serbie (DOS) a mis en œuvre des mesures de stabilisation et s'est lancé dans un programme énergique de transition vers l'économie de marché. Après avoir renouvelé son adhésion au Fonds monétaire international en décembre 2000, la Yougoslavie a intégré la Banque mondiale et la Banque européenne pour la reconstruction et le développement.
La république du Monténégro a soustrait son économie au contrôle fédéral pendant l'ère Milošević. Par la suite, les deux républiques ont eu des banques centrales distinctes, tandis que le Monténégro a commencé à utiliser des monnaies différentes. Il a d'abord adopté le Deutsche Mark et a continué à l'utiliser jusqu'à ce qu'il soit remplacé par l'euro. La Serbie a continué à utiliser le dinar yougoslave, qu'elle a rebaptisé dinar serbe.
La complexité des relations politiques de la Yougoslavie, la lenteur des privatisations et la stagnation de l'économie européenne ont été préjudiciables à l'économie. Les accords avec le FMI, en particulier les exigences en matière de discipline budgétaire, ont joué un rôle important dans la politique yougoslave. Le chômage important et la corruption étaient des problèmes économiques et politiques majeurs, avec un vaste marché noir et un degré élevé d'implication criminelle dans l'économie formelle.